# Sigurd Kongshøj
Sigurd Kongshøj Larsen (født i 1984) dansk journalist og tv-vært, kendt fra programmerne Rollator banden, Klipfiskerne og Taxaquizzen og radiostationen Voice.

## Tv
- Rollator banden (2011)
- Voice - Danmarks største stemme (2011)
- Klipfiskerne (2013)
- Taxaquizzen (2011-2012)
- Mord på film (2017)